# Andreas Nicolet
 Der er for få eller ingen kildehenvisninger i denne artikel, hvilket er et problem. Du kan hjælpe ved at angive troværdige kilder til de påstande, som fremføres i artiklen.

Andreas Nicolet (født 9. november 1982) er tegnefilmsdubber og cand.merc.fsm. fra Handelshøjskolen i København.
Andreas Nicolet, søn af Francoise Nicolet og forfatter og filminstruktør Eddie Thomas Petersen debuterede i 1986 hvor han medvirkede i en stribe af danske reklamefilm, bl.a. for Danske Bank og Den Gamle Fabrik. Gennem sin lyst til at arbejde som sanger og skuespiller i skoleteater og -koncerter, kom han ind i dubbing-miljøet. Han debuterede som dubber ved Junglebogens Junglebørn som 12-årig og har ved siden af sin uddannelse beskæftiget sig siden med stemmelægning til tegnefilm og udenlandske live-action børnefilm.
- Disneys Junglebogens Junglebørn (1994), Shere Kahn
- Buller Bøhmand (1997), Drengen
- Doug (1998, tegnefilmsserie), Roger Klotz
- Disneys Frikvarter (1999) (Biograffilm), Roger Klotz
- Pippi Langstrømpe (2003), blandede biroller
- Firehouse Tales (Den lille brandskole) (2005), Brandbilen "Red" og blandede biroller.
- Bratz (2005), blandede biroller
- Recess (2005), blandede biroller
- Yu-Gi-Oh! GX (2006), Jaden Yuki (Yuki Judai i den originale version)
- Juniper Lee (2006), Marcus Conner og blandede biroller
- Avatar, The Last Airbender (2006), Prins Zuko
- Wayside School (2007), Myron
- Teenage Mutant Ninja Turtles (2003-2004) (DK-2007), Donatello
- Motormus fra Mars (2007), Modo
- Naruto (2008), Sasuke Uchiha
- Kappa Mikey' (2008) – Mikey Simon
- Battle B-Daman – Yamato Delgado
- Barbie og de Tre Musketerer (2009) Ken
- Barbie, et modeeventyr (2010) Ken
- Beyblade Metal Fusion (2010) Kyoya Tategami
- Baribie: Fairytopia – (2010) Ken
- Generator Rex (2010-2011) – Rex
- Barbie Princess Charm School (2011) Phil & blandende biroller
- Imagination Movers (2011, Episode 52) Prinsen
- V for Vilderen (2011) Noam